# Montceaux-l'Étoile
Montceaux-l'Étoile és un municipi francès, situat al departament de Saona i Loira i a la regió de Borgonya - Franc Comtat. L'any 2007 tenia 257 habitants.

## Demografia

### Població
El 2007 la població de fet de Montceaux-l'Étoile era de 257 persones. Hi havia 108 famílies, de les quals 32 eren unipersonals (8 homes vivint sols i 24 dones vivint soles), 36 parelles sense fills, 32 parelles amb fills i 8 famílies monoparentals amb fills.
La població ha evolucionat segons el següent gràfic:
Habitants censats

### Habitatges
El 2007 hi havia 150 habitatges, 107 eren l'habitatge principal de la família, 28 eren segones residències i 15 estaven desocupats. 149 eren cases i 1 era un apartament. Dels 107 habitatges principals, 84 estaven ocupats pels seus propietaris, 20 estaven llogats i ocupats pels llogaters i 3 estaven cedits a títol gratuït; 5 tenien dues cambres, 9 en tenien tres, 19 en tenien quatre i 74 en tenien cinc o més. 86 habitatges disposaven pel capbaix d'una plaça de pàrquing. A 37 habitatges hi havia un automòbil i a 61 n'hi havia dos o més.

### Piràmide de població
La piràmide de població per edats i sexe el 2009 era:
| Homes | Edats   | Dones |
| ----- | ------- | ----- |
| 0     | 95 o +  | 0     |
| 0     | 90 a 94 | 0     |
| 8     | 85 a 89 | 12    |
| 0     | 80 a 84 | 12    |
| 12    | 75 a 79 | 4     |
| 0     | 70 a 74 | 4     |
| 8     | 65 a 69 | 0     |
| 0     | 60 a 64 | 4     |
| 12    | 55 a 59 | 8     |
| 8     | 50 a 54 | 8     |
| 4     | 45 a 49 | 16    |
| 16    | 40 a 44 | 4     |
| 4     | 35 a 39 | 4     |
| 16    | 30 a 34 | 12    |
| 4     | 25 a 29 | 4     |
| 8     | 20 a 24 | 0     |
| 0     | 15 a 19 | 16    |
| 4     | 10 a 14 | 0     |
| 4     | 5 a 9   | 12    |
| 12    | 0 a 4   | 12    |

## Economia
El 2007 la població en edat de treballar era de 167 persones, 114 eren actives i 53 eren inactives. De les 114 persones actives 105 estaven ocupades (60 homes i 45 dones) i 9 estaven aturades (3 homes i 6 dones). De les 53 persones inactives 27 estaven jubilades, 15 estaven estudiant i 11 estaven classificades com a «altres inactius».

### Ingressos
El 2009 a Montceaux-l'Étoile hi havia 105 unitats fiscals que integraven 276 persones, la mediana anual d'ingressos fiscals per persona era de 17.521 €.

### Activitats econòmiques
Dels 9 establiments que hi havia el 2007, 1 era d'una empresa de fabricació d'altres productes industrials, 1 d'una empresa de construcció, 3 d'empreses de comerç i reparació d'automòbils, 1 d'una empresa de transport, 2 d'empreses d'hostatgeria i restauració i 1 d'una empresa de serveis.
Dels 2 establiments de servei als particulars que hi havia el 2009, 1 era un guixaire pintor i 1 restaurant.
L'any 2000 a Montceaux-l'Étoile hi havia 20 explotacions agrícoles que ocupaven un total de 549 hectàrees.

## Equipaments sanitaris i escolars
El 2009 hi havia una escola elemental integrada dins d'un grup escolar amb les comunes properes formant una escola dispersa.

## Poblacions més properes
El següent diagrama mostra les poblacions més properes.